# Doraha
Doraha là một thành phố và là nơi đặt hội đồng đô thị (municipal council) của quận Ludhiana thuộc bang Punjab, Ấn Độ.

## Nhân khẩu
Theo điều tra dân số năm 2001 của Ấn Độ, Daroha có dân số 18.975 người. Phái nam chiếm 56% tổng số dân và phái nữ chiếm 44%. Daroha có tỷ lệ 71% biết đọc biết viết, cao hơn tỷ lệ trung bình toàn quốc là 59,5%: tỷ lệ cho phái nam là 74%, và tỷ lệ cho phái nữ là 66%. Tại Daroha, 12% dân số nhỏ hơn 6 tuổi.